# Saison 1978-1979 de la LIH
Saison précédente Saison suivante
La Saison 1978-1979 est la trente-quatrième saison de la ligue internationale de hockey.
Les Wings de Kalamazoo remportent la Coupe Turner en battant les Owls de Grand Rapids en série éliminatoire.

## Saison régulière

### Classement de la saison régulière
Pour les significations des abréviations, voir Statistiques du hockey sur glace.
| Équipe              | PJ | V  | D  | N  | PTS | Bp  | Bc  |
| ------------------- | -- | -- | -- | -- | --- | --- | --- |
| Flags de Port Huron | 80 | 44 | 29 | 7  | 95  | 393 | 292 |
| Wings de Kalamazoo  | 80 | 40 | 28 | 12 | 92  | 368 | 327 |
| Gears de Saginaw    | 80 | 35 | 35 | 10 | 80  | 326 | 322 |
| Generals de Flint   | 80 | 35 | 40 | 5  | 75  | 356 | 349 |
| Mohawks de Muskegon | 80 | 15 | 58 | 7  | 37  | 275 | 475 |

| Équipe                | PJ | V  | D  | N  | PTS | Bp  | Bc  |
| --------------------- | -- | -- | -- | -- | --- | --- | --- |
| Owls de Grand Rapids  | 80 | 50 | 21 | 9  | 109 | 368 | 267 |
| Komets de Fort Wayne  | 80 | 45 | 29 | 6  | 96  | 386 | 327 |
| Goaldiggers de Toledo | 80 | 35 | 32 | 13 | 83  | 320 | 302 |
| Admirals de Milwaukee | 80 | 21 | 48 | 11 | 53  | 260 | 391 |

### Meilleurs pointeurs
Nota : PJ = Parties Jouées, B  = Buts, A = Aides, Pts = Points
| Joueur                 | Équipe             | PJ | B  | A  | Pts |
| ---------------------- | ------------------ | -- | -- | -- | --- |
| Terry McDougall        | Fort Wayne         | 79 | 57 | 82 | 139 |
| Tom Ross               | Kalamazoo          | 72 | 47 | 69 | 116 |
| Al Dumba               | Fort Wayne         | 80 | 46 | 65 | 111 |
| Marcel Comeau          | Saginaw            | 80 | 45 | 65 | 110 |
| Jim Johnston           | Flint/Muskegon     | 81 | 33 | 77 | 110 |
| Wes Jarvis (en)        | Port Huron         | 73 | 44 | 65 | 109 |
| Rob Laird (en)         | Fort Wayne         | 80 | 45 | 62 | 107 |
| Tom Milani (en)        | Kalamazoo          | 78 | 52 | 54 | 106 |
| Lou Franceschetti (en) | Saginaw/Port Huron | 78 | 46 | 59 | 105 |
| Kim Davis (en)         | Grand Rapids       | 80 | 44 | 59 | 103 |

## Trophée remis
Par équipe
- Coupe Turner (champion des séries éliminatoires) : Wings de Kalamazoo.
- Trophée Fred-A.-Huber (champion de la saison régulière) : Owls de Grand Rapids.

Individuel
- Trophée Leo-P.-Lamoureux (meilleur pointeur) : Terry McDougall, Komets de Fort Wayne.
- Trophée James-Gatschene (MVP) : Terry McDougall, Komets de Fort Wayne.
- Trophée Garry-F.-Longman (meilleur joueur recrue) : Wes Jarvis (en), Flags de Port Huron.
- Trophée Ken-McKenzie (meilleur recrue américaine) : Jon Fontas (en), Gears de Saginaw.
- Trophée des gouverneurs (meilleur défenseur) : Guido Tenesi, Owls de Grand Rapids.
- Trophée James-Norris (gardien avec la plus faible moyenne de buts alloués) : Gordie Laxton, Owls de Grand Rapids.